# الفداغية
الفداغية هي مقاطعة عراقية في ناحية البحار، في قضاء الفاو في محافظة البصرة جنوب العراق. قيل إن مساحتها 2200 أكر، وهي جزيرة يحيط بها شط العرب من الشمال والجنوب والشرق، اشتراها عبد الله الفدّاغ سنة 1214 الهجرية وجعلها وقفاً على ذريته. رقم مقاطعة الفداغية هو 3. وفيها نُهَير متفرع من شط العرب.